# گرانبی، کبک
گرانبی (به فرانسوی: Granby) شهرکی در منطقه شهری لا اوت-یاماسکا ناحیه مونترژی در استان کبک کانادا است. در سرشماری سال ۲۰۱۱ این شهرک ۵۹٬۶۰۶ نفر جمعیت داشته‌است و مساحت آن ۱۵۶٫۶۸ کیلومتر مربع است.